# Большой Златоуст
Большо́й Златоу́ст (Максимилиа́новская це́рковь) — православный храм-колокольня в Екатеринбурге, разрушенный в 1930 году и воссозданный в 2006—2013 годах в нескольких метрах от своего исторического фундамента. История проектирования и строительства храма отличается необычайной запутанностью — несколько раз российские власти не утверждали присланные из Екатеринбурга проектные документы.
Здание, которое в итоге назвали «Большим Златоустом», по утверждённому проекту должно было служить лишь колокольней у входа в более величественный храм, похожий на московский храм Христа Спасителя, однако из-за нехватки средств этот проект не был осуществлён, а колокольню освятили как храм. В результате получился храм уникальной планировки, не характерной для своего времени — аналогичной церквям типа иже под колоколы, строившимся в Русском царстве в конце XV — первой половине XVI века, при которой ярус звона располагается прямо над помещением храма.

## Церковь Сошествия Святого Духа
История воздвижения, разрушения и возрождения из руин храма-колокольни «Большой Златоуст» в Екатеринбурге тесно связана с историей церкви Сошествия Святого Духа. От момента заложения и до последних скорбных дней поругания и уничтожения эти два храма были объединены жизнью общинной и приходской, являясь одним из важнейших центров духовной жизни города.
Церковь Сошествия Святого Духа (Духосошественская или Свято-Духовская церковь) была заложена 28 мая 1755 года и строилась на деньги, завещанные екатеринбургским купцом Филиппом Сокольниковым. Подрядчиком выступил Гордей Нечкин, который 3 года спустя участвовал в строительстве самого крупного храма города — Екатерининского собора. Свято-Духовская церковь была заложена «за городом», то есть за крепостным валом. Однако позднее в этом районе вырос широкий Покровский проспект (ныне ул. Малышева), а храм стал не только возрождённым духовным, но и географическим центром города.
Свято-Духовская церковь была одноэтажной и имела три придела: срединный — в честь Сошествия Святого Духа, северный придел Иоанна Златоуста и южный — во имя иконы Покрова Божией Матери. Это был третий по счету православный храм Екатеринбурга и первый построенный из камня. Ныне на месте Свято-Духовской церкви, взорванной советской властью в августе 1928 года, располагается сквер перед зданием Дома бытового комбината «Рубин».

## Строительство храма

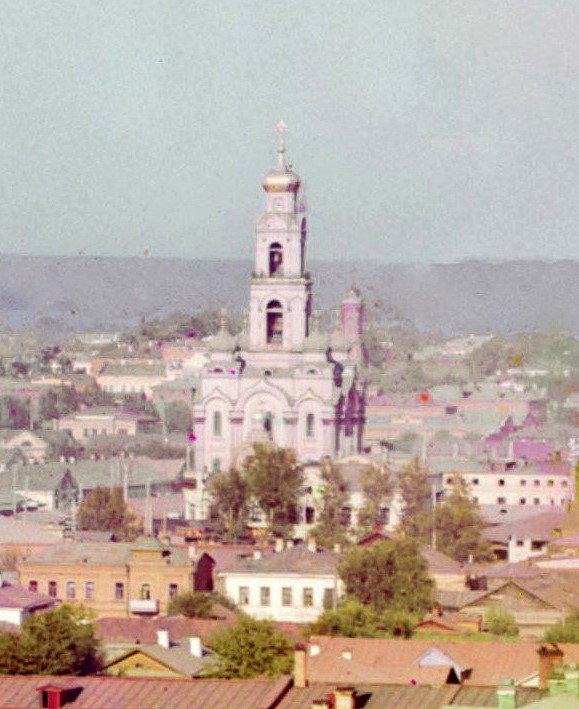
Вид на храм с Московской горки (фото 1910 года)

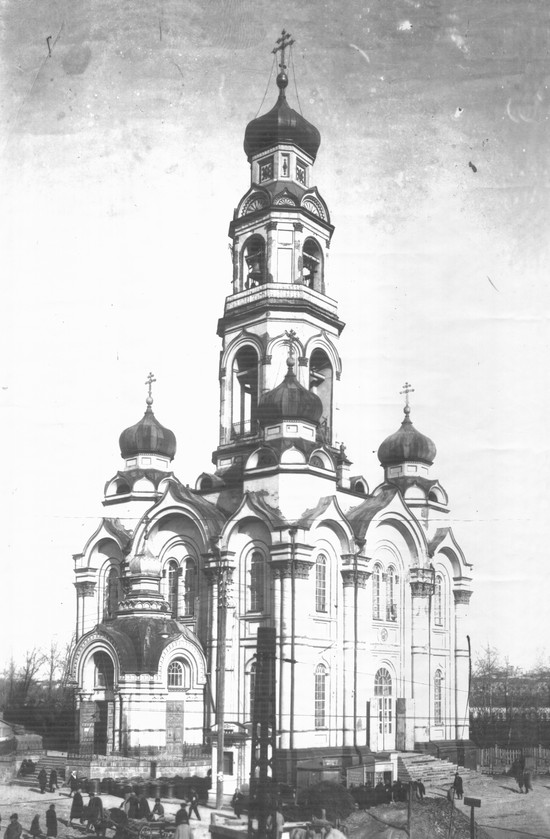
Храм Большой Златоуст. Начало XX века.

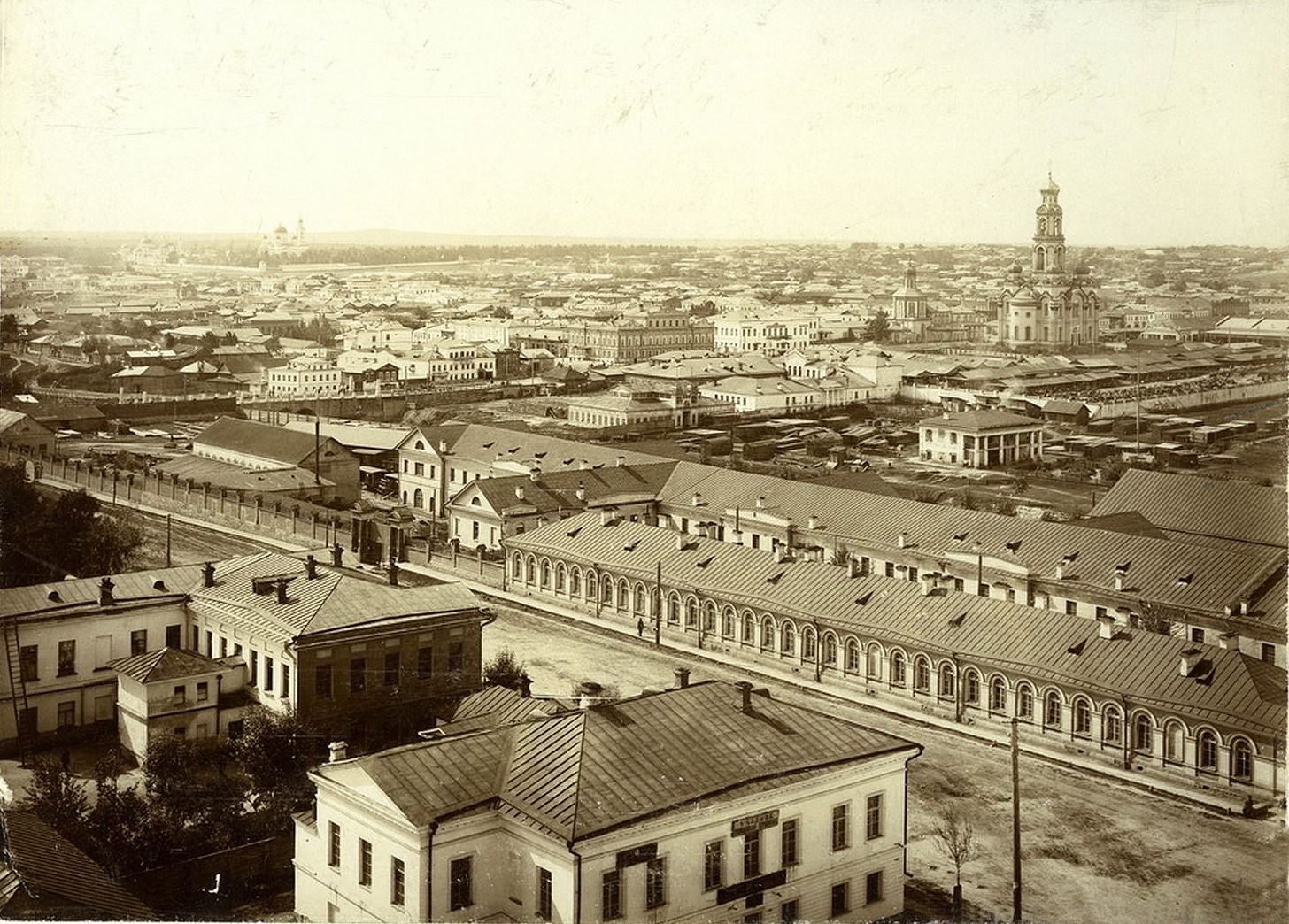
Панорама на юго-запад. Справа — Большой Златоуст. 1898 г.

Необходимость строительства сформировалась после того, как в 1839 году большой пожар уничтожил колокольню церкви Сошествия Святого Духа. Первоначально предполагалось осуществить реконструкцию здания Свято-Духовской церкви, с возведением на нём новой колокольни. Первый проект здания был разработан в 1841 году известным уральским архитектором Михаилом Малаховым в стиле «классицизм». Однако проект, посланный на утверждение в Синод, был отвергнут Главным управлением путей сообщения и публичных зданий. В 1842 году Главным управлением путей сообщения и публичных зданий был предложен другой проект церкви, более крупной по величине и в русско-византийском стиле. Но жители города не согласились с проектом ввиду недостатка средств на строительство и обратились в Синод с прошением, или предоставить им на строительство 10000 рублей серебром, или разрешить строить по проекту Малахова.
В ответ на это прошение в 1843 году ГУПСиПЗ прислало новый проект, меньшего по величине здания. Но прихожане выразили нежелание строить по этому проекту и снова обратились в Синод с просьбой разрешить им строить по проекту, присланному в 1842 году, который им «более нравится, ибо он по наружности величествен и по внутреннему расположению весьма удобен». Разрешение было получено в 1844 году, причём этот проект получил Высочайшее утверждение императором Николаем I.
Однако прихожане опять обратились в Синод в 1846 году с просьбой разрешить им строить храм, увеличив все его размеры в 1,5 раза, и без колокольни, с тем, чтобы вместо неё соорудить отдельное здание храма-колокольни, посвятив его святому мученику отроку Максимилиану — в память о посещении города членом императорской фамилии герцогом Максимилианом Лейхтенбергским.
Екатеринбуржцы представили чертежи на оба здания, но в Главном управлении путей сообщения и публичных зданий их отвергли и разработали собственные, которые и получили Высочайшее утверждение императором 3 апреля 1847 года. Предположительно, автором проекта был петербургский архитектор Василий Морган. По этому проекту планировалось выстроить для церкви большое здание, похожее на Храм Христа Спасителя, с тремя приделами, перед входом в которое должно было возвышаться здание Максимилиановской колокольни, при этом старую Свято-Духовскую церковь (XVIII века постройки) предполагалось разобрать.
Заложение первого камня состоялось 21 сентября 1847 года при участии епископа Екатеринбургского Ионы. Однако в итоге было выстроено только здание храма-колокольни, получившее в народе наименование «Большого Златоуста», а старое здание Свято-Духовской церкви сохранилось и стало называться «Малым Златоустом».
Строительство «Большого Златоуста» велось 29 лет. После того, как 24 июля 1876 года епископом Екатеринбургским Вассианом было проведено освящение двух алтарей, колокольня стала служить храмом.

## Архитектура
Здание храма было выполнено в «русско-византийском стиле». Здание было окрашено в такой же цвет, как Свято-Духовская церковь — розовый/светло-коричневый. Размеры храма составляли 32 метра в длину и 24,5 метра в ширину. Всего было пять куполов, средний из которых устремлялся вверх в качестве колокольни. При площади 500 м² он мог вмещать до 2750 прихожан. Храм был самым высоким зданием города, его высота достигала 77,2 м (по словам строителей, восстанавливавших храм, эта цифра ошибочна, так как при соблюдении всех пропорций восстановленный храм имеет высоту 65 м). На колокольне было 10 колоколов общим весом 23,9 т. (от 9,08 кг до 16625 кг). Самый крупный колокол весил более 16 тонн и был четвёртым по величине во всей Российской империи, уступая лишь двум колоколам колокольни Ивана Великого в Московском Кремле (Успенскому в 65,6 т и Реуту в 19,7 т) и главному колоколу Исаакиевского собора Санкт-Петербурга, весом в 28 т. Звук этого колокола был слышен на Шарташе, в Палкино, Уктусе и Арамиле. Из-за этого Максимилиановский храм и получил в народе своё второе название — «Большой Златоуст».
Первоначально здание было неотапливаемым — зимой службы проходили в расположенном напротив Малом Златоусте, но в 1897 году на средства екатеринбургского купца М. Ф. Рожнова была сделана система отопления. Помимо этого, в том же году к храму была пристроена монументальная паперть.

## Внутреннее убранство
Иконостас церкви был четырёхъярусным, всего в нём было 25 икон. В 1899 году на деньги старосты М. Г. Королькова и некоторых других прихожан были изготовлены и помещены в боковые стены храма ещё 10 икон в киотах. По свидетельствам современников, храм отличался очень хорошей акустикой и имел великолепный хор.

## Закрытие и разрушение

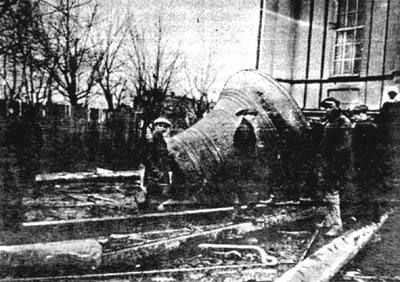
Снятие 1000-пудового колокола

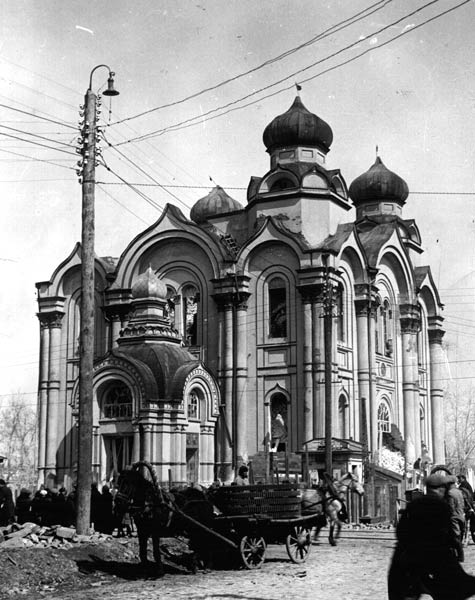
Вид после сноса колокольни

После установления советской власти при церкви было образовано религиозное общество. Службы в нём к 1920 году посещали, по данным милиции, более 1000 человек. В 1920 году подвальные помещения церкви были заняты городскими властями под овощехранилище. В 1922 году в церкви были изъяты 745 кг серебра и 234 драгоценных камней. После создания властями «живой церкви» Максимилиановская церковь, как приписанная к Свято-Духовской, была передана властями обновленцам, после чего община при ней сократилась до 123 человек.
В 1928 году, когда под предлогом «ветхости» был закрыт и снесён Свято-Духовской храм, часть его имущества была передана в Максимилиановскую церковь, которая после этого именовалась «Златоустовской». При закрытии Свято-Духовского храма власти сначала дали обещание освободить подвалы Максимилиановской церкви, чтобы перенести туда часть имущества из сносимого храма, однако обещания не выполнили. В том же году власти заставили снять с церкви колокола, обосновывая это тем, что из-за ветхости креплений они могут упасть жителям на головы.
17 февраля 1930 года церковь была закрыта в ходе кампании массового закрытия церквей в городе и весной того же года была взорвана. Из полученного при её сносе кирпича был выстроен «Дом обороны» на улице Малышева. На площади, где она стояла (которую впоследствии назвали площадью Малышева), образовался небольшой сквер, в котором на месте алтаря встала скульптурная группа, изображавшая сидящих рядом Сталина и Ленина в Горках. Эту скульптурную группу убрали в 1956 году, половина её в виде сидящего Ленина до начала перестройки была установлена у входа в ЦПКиО со стороны улицы Щорса. В 1977 году опять точно на месте алтаря церкви был сооружён памятник революционеру Ивану Малышеву.

## Восстановление

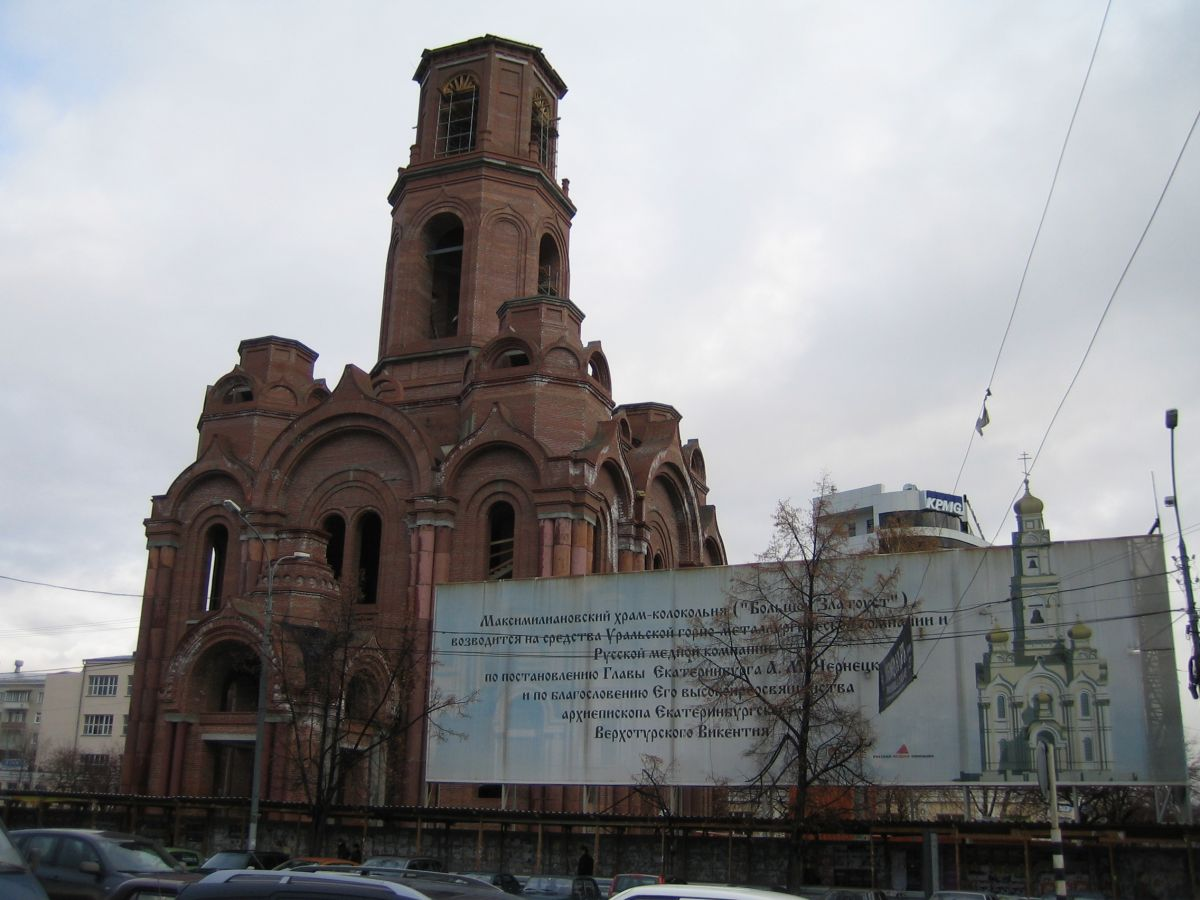
Восстанавливаемый храм Большой Златоуст (2008)

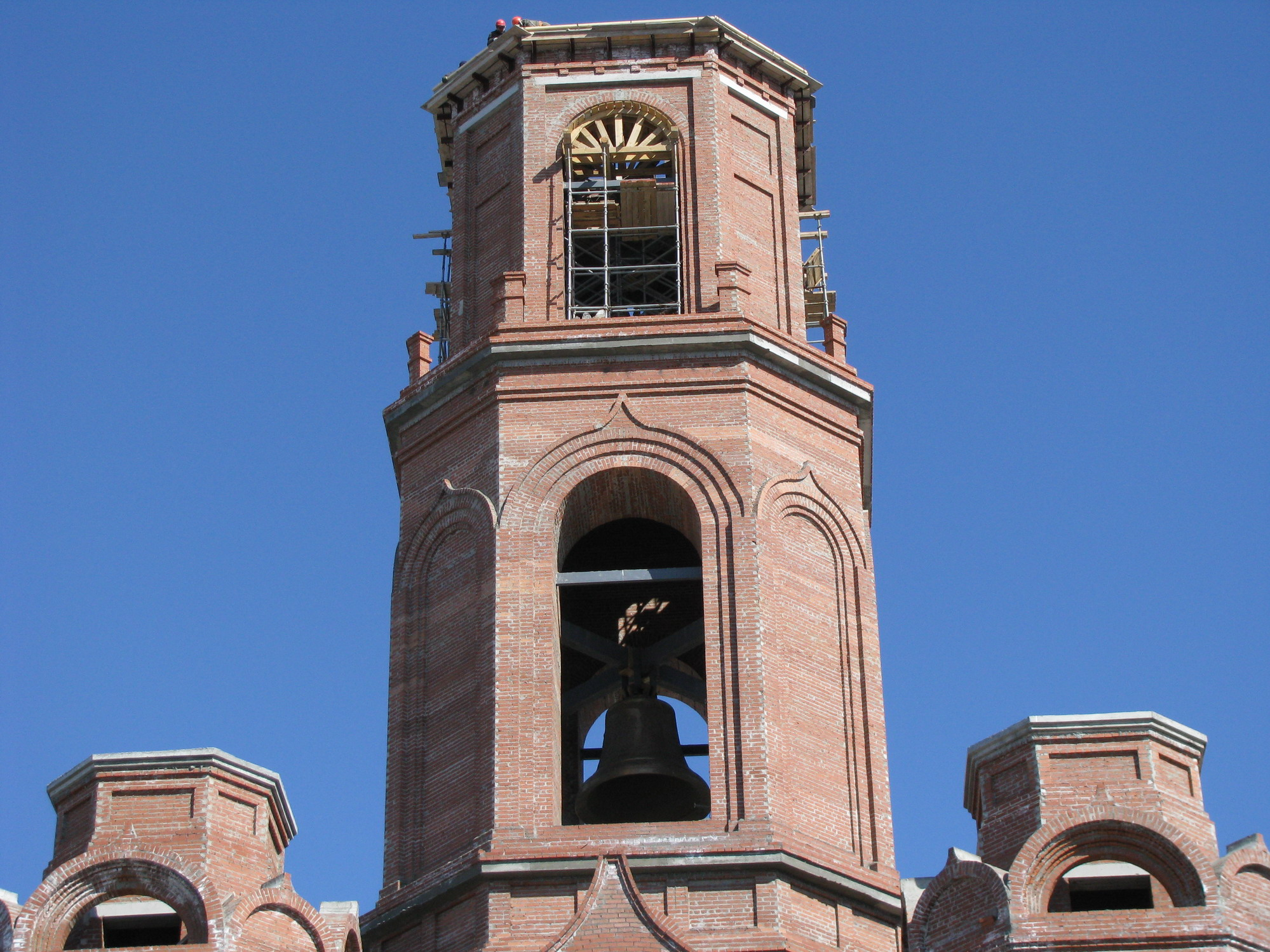
Восстановление храма, виден 1000-пудовый колокол и рабочие, устанавливающие основу для куполов (апрель 2009)

Решение о восстановлении храма приняли уральские бизнес-структуры: Уральская горно-металлургическая компания и Русская медная компания, которые получили поддержку администрации Екатеринбурга и Екатеринбургской епархии.
Объёмно-планировочное решение и фасады Максимилиановского храма-колокольни воссоздавались полностью, по сохранившимся чертежам и фотографиям; добавились лишь подвальный этаж и хоры для певчих над трапезной (притвором). Вся храмовая застройка охватывает территорию около 500 м², при этом общая площадь строений храма составляет 1200 м². Наружная отделка здания выполнена из керамогранита, литья и камня, кровля — из меди, купола — из нержавеющей стали. Территория вокруг «Большого Златоуста» благоустроена. Постоянные богослужения в храме начались в 2010 году, когда все строительные работы были полностью закончены.
- Летом 2006 года памятник Ивану Малышеву был помещён в специальный каркас и перенесён на другое место. Впоследствии установлен около моста через Исеть по улице Малышева.
- 14 октября 2006 года, в праздник Покрова Пресвятой Богородицы, состоялась торжественная церемония закладки первого камня восстанавливаемого храма, архиепископ Екатеринбургский и Верхотурский Викентий отслужил молебен «На начало всякого благого дела». На церемонии присутствовали первые лица города и области[6].
- 22 февраля 2008 года в Каменске-Уральском были завершены работы по отливке 1000-пудового колокола для храма. Высота колокола — 5 м, диаметр — 3 м. Он украшен полутораметровым образом Святых Царственных Страстотерпцев. Звон колокола-гиганта будет слышен в радиусе 10 км[7].
- 31 августа 2008 года в возрождаемом храме была совершена первая Божественная литургия[8].
- 24 апреля 2009 года для строящегося храма из Каменска-Уральского доставлены последние два колокола. В общей сложности, на колокольне возрождаемого храма установлены четырнадцать колоколов, весом от 6 кг до 16 т[9].
- 5 мая 2009 года прошла церемония освящения последних двух колоколов храма, привезённых на строительную площадку в конце апреля. Чин освящения колоколов совершил архиепископ Екатеринбургский и Верхотурский Викентий[5].
- 27 мая 2009 года на строительную площадку храма-колокольни привезли шесть крестов со сложным уникальным узором. Кресты были изготовлены в цехе художественного литья в Челябинске по заказу «УралМедьСтроя», одного из предприятий УГМК[10]. Чин освящения крестов и куполов «Большого Златоуста» совершил Архиепископ Екатеринбургский и Верхотурский Викентий. Высота креста для главного купола составляет 4 метра, для куполов-«четвериков» — 2,4 метра, а для надвратного — 1,6 метра. Все они изготовлены из нержавеющей стали с гальваническим покрытием золотом[11].
- 1 июня 2009 года освящённые ранее купола и кресты были подняты на церковную колокольню; главный — на высоту 65 метров. Малый крест установлен на отметке 13 метров, оставшиеся четыре — на 25-метровой высоте. Для выполнения этих работ потребовалась специальная техника — кран грузоподъёмностью 200 тонн[10].
- 9 февраля 2013 года состоялось торжественное открытие храма[12].
- Новый храм по высоте (65 метров) оказался самым большим на территории Свердловской области.[13] Правда, уже через год в Екатеринбурге был построен и освящён новый, ещё более высокий храм-колокольня — Сергиево-Елизаветинская церковь на Уралмаше, высотой 77 метров[14].

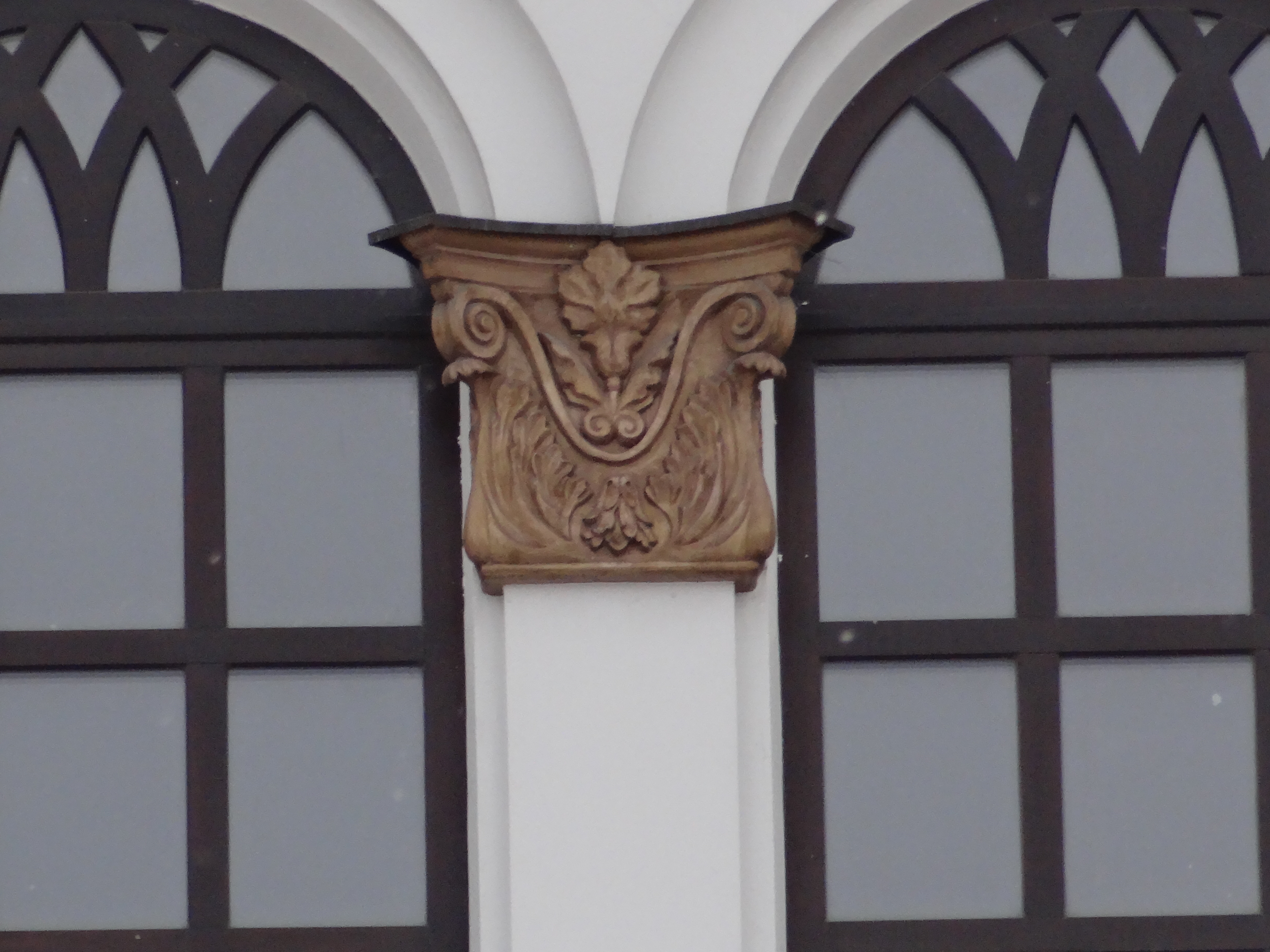
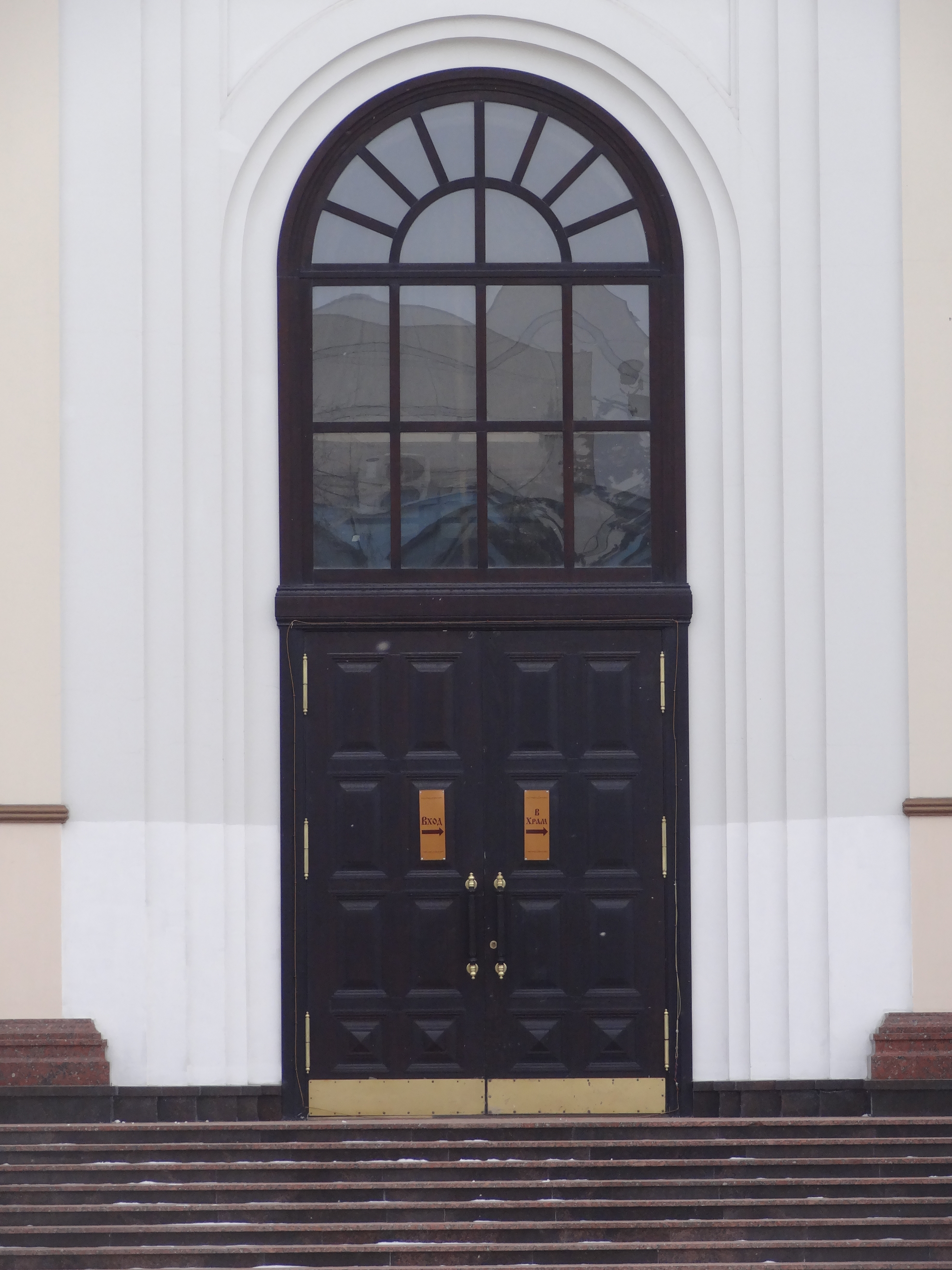
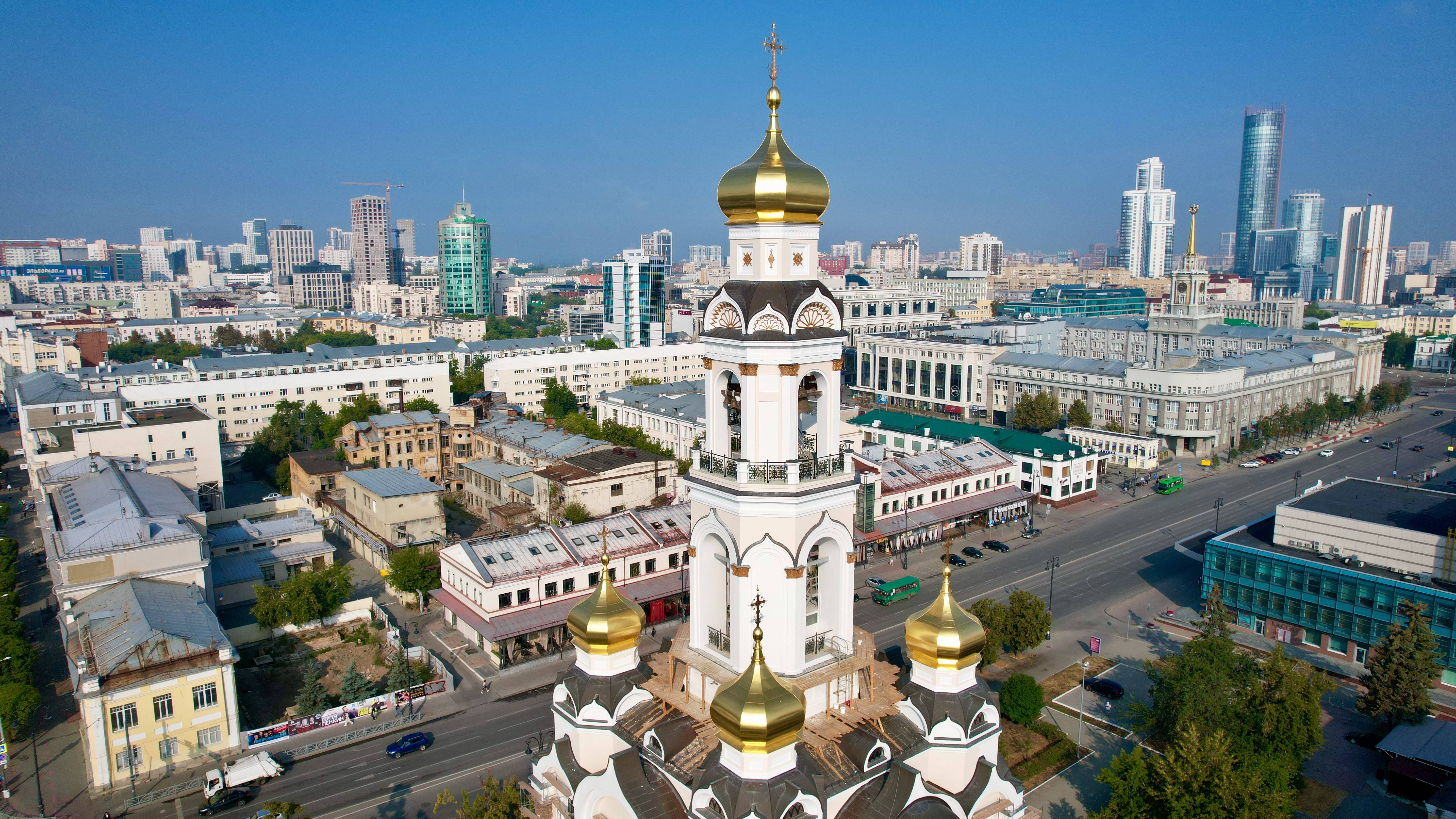
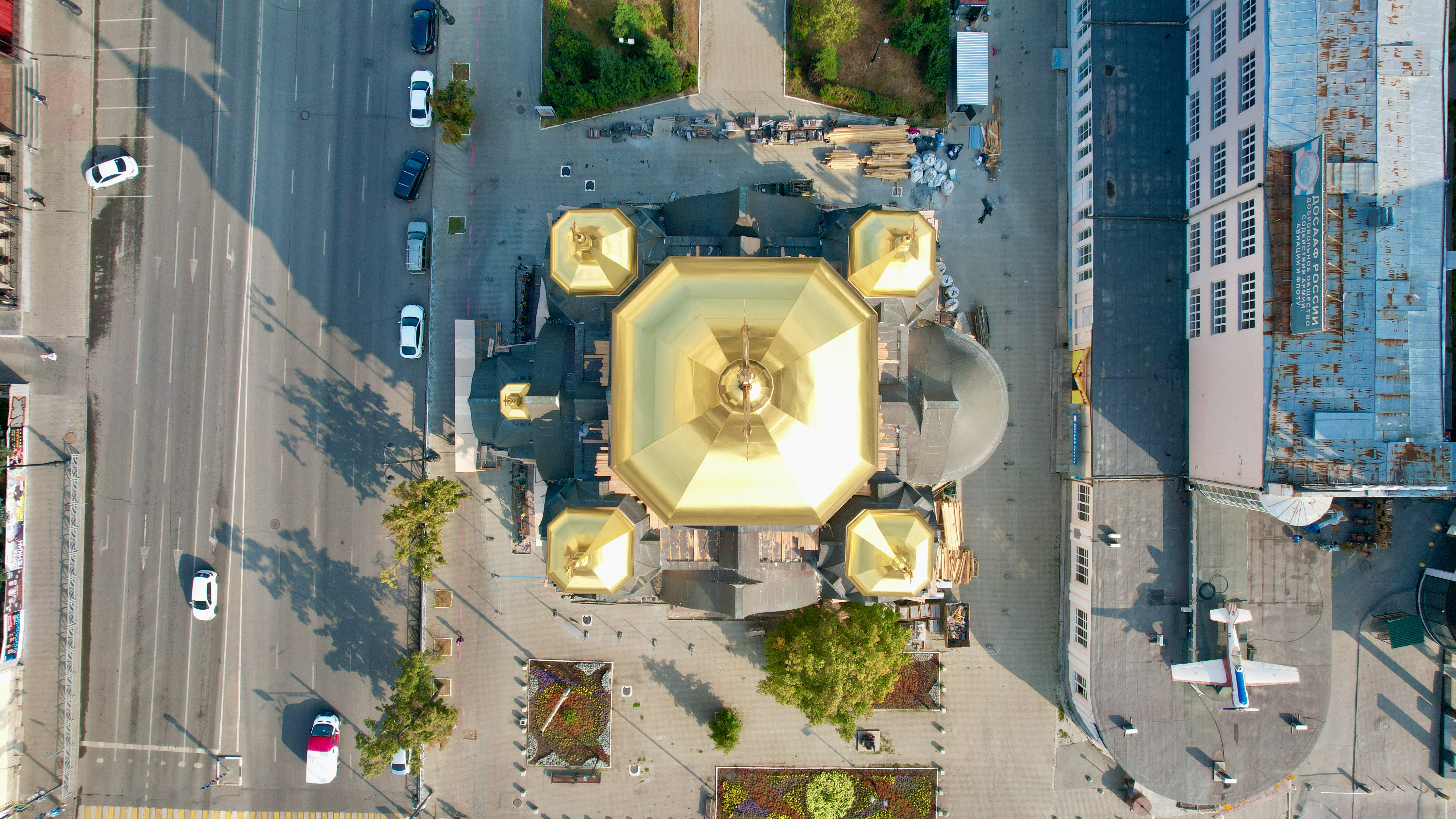
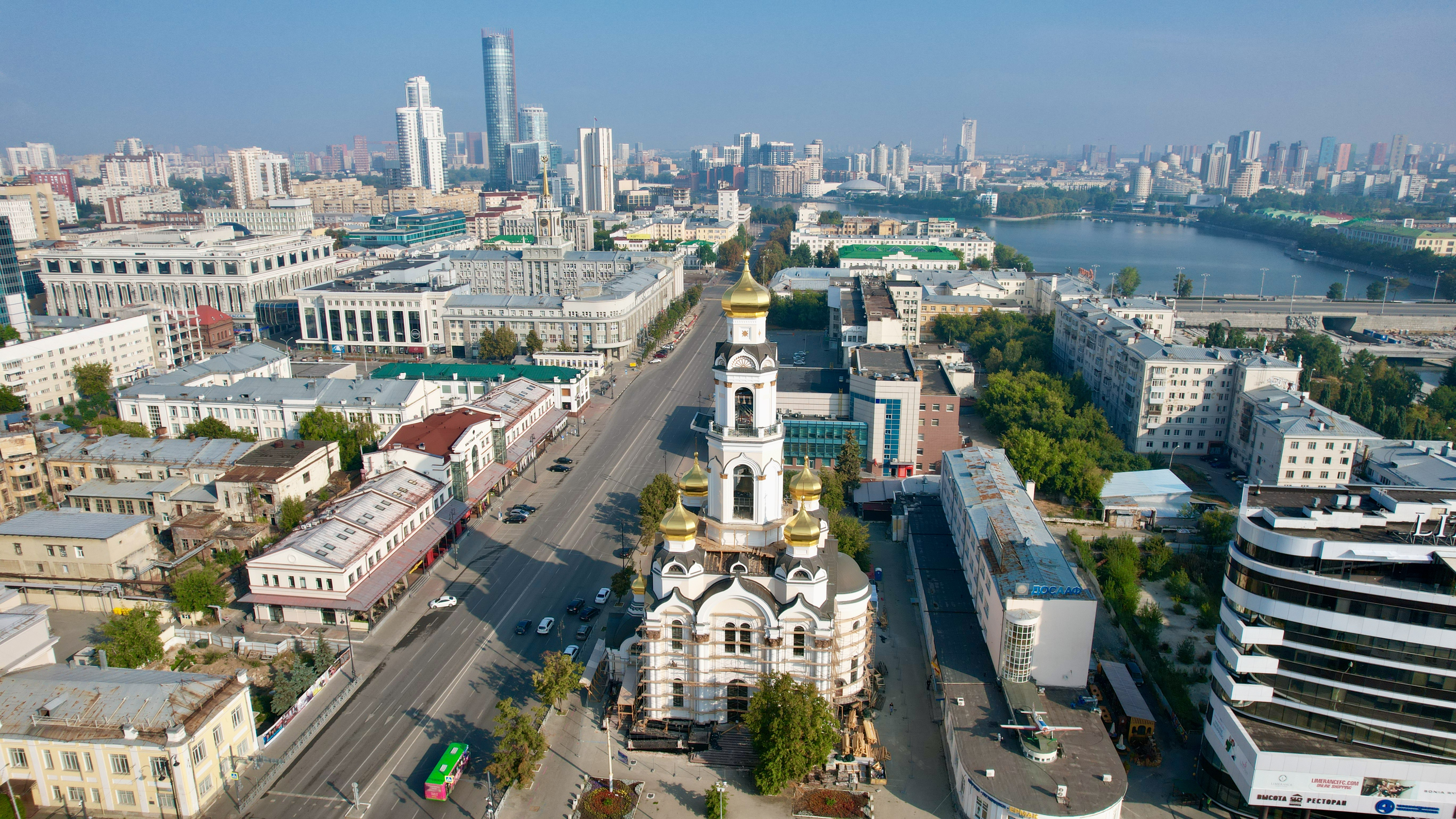
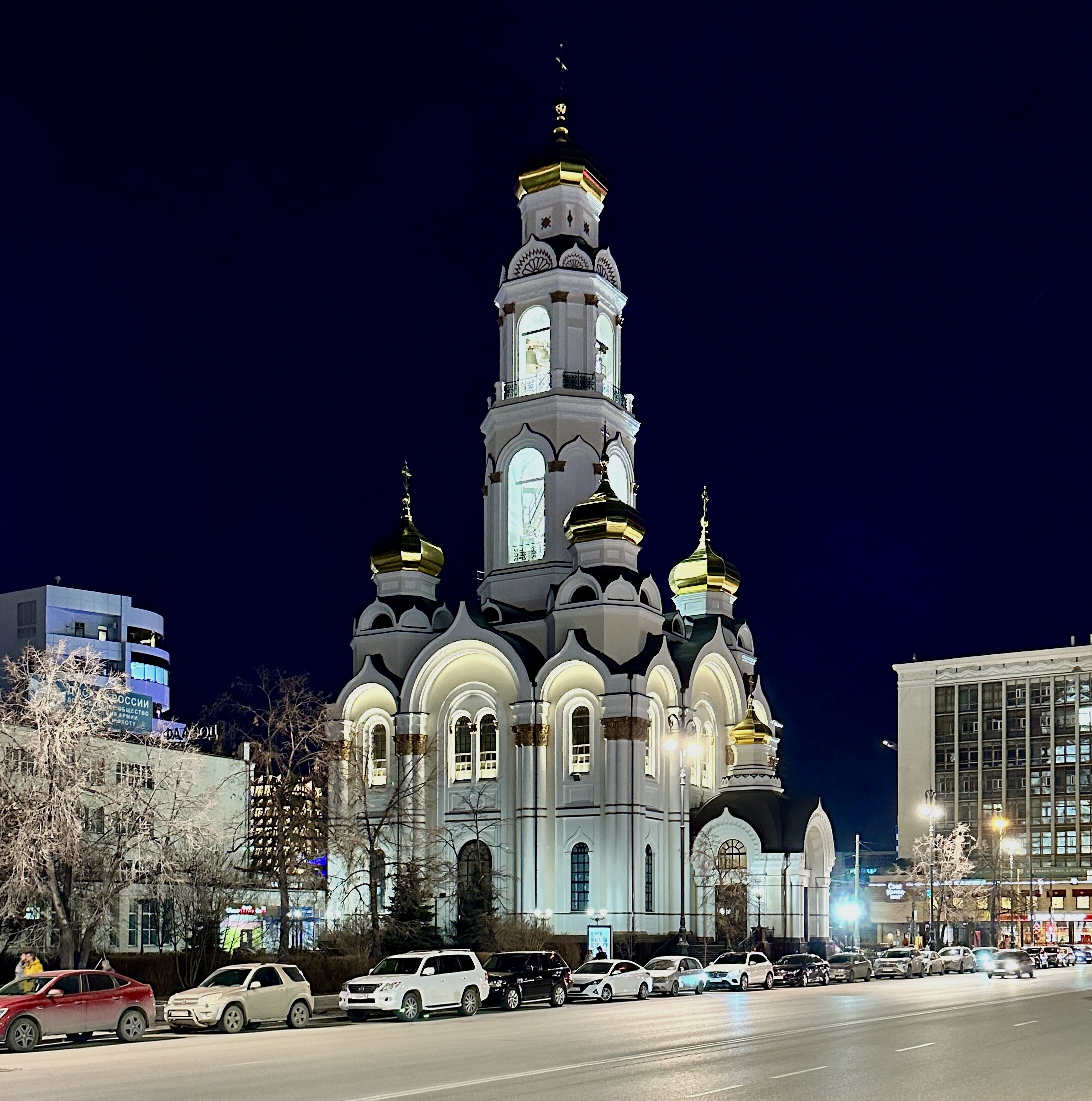
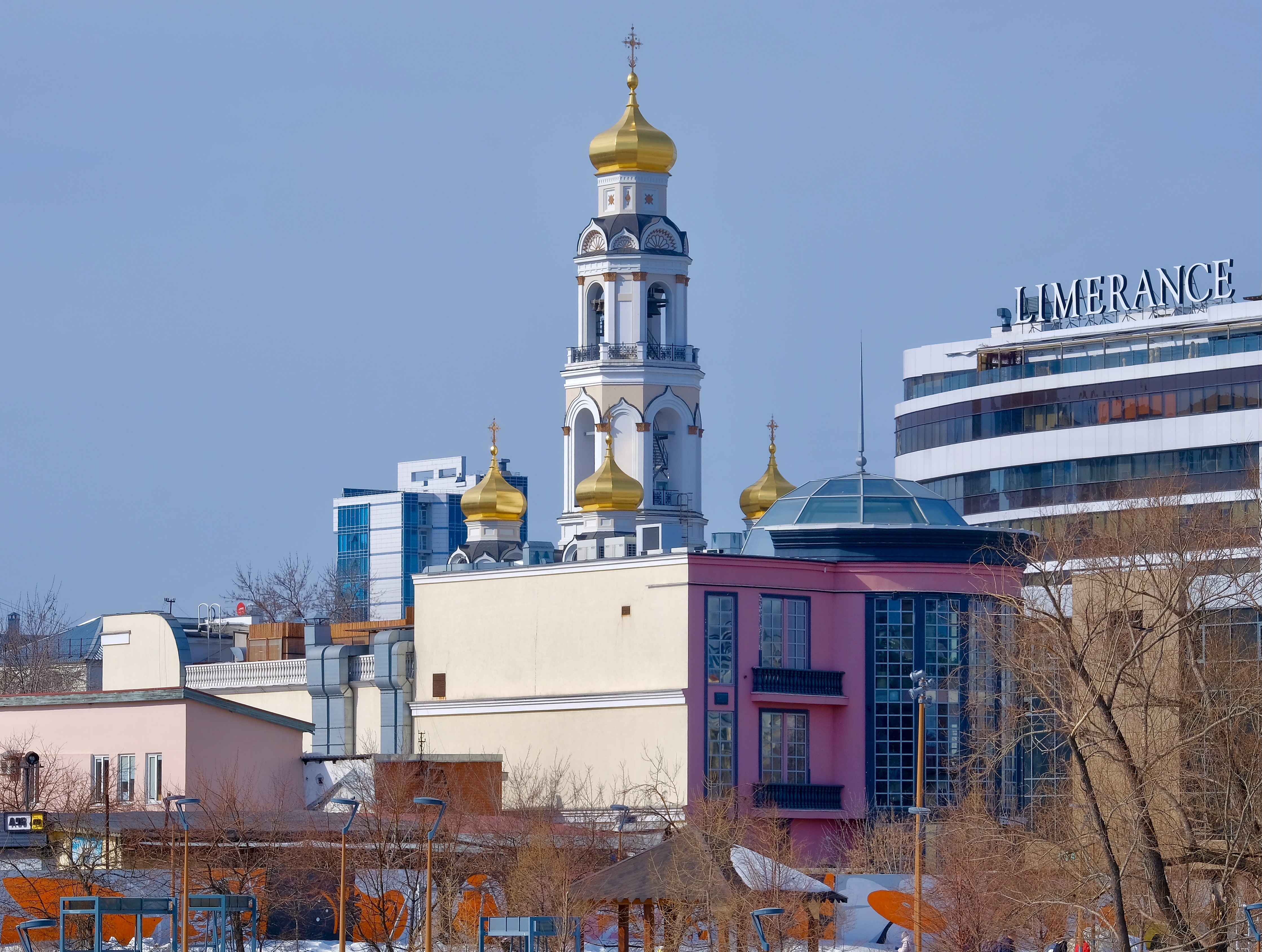
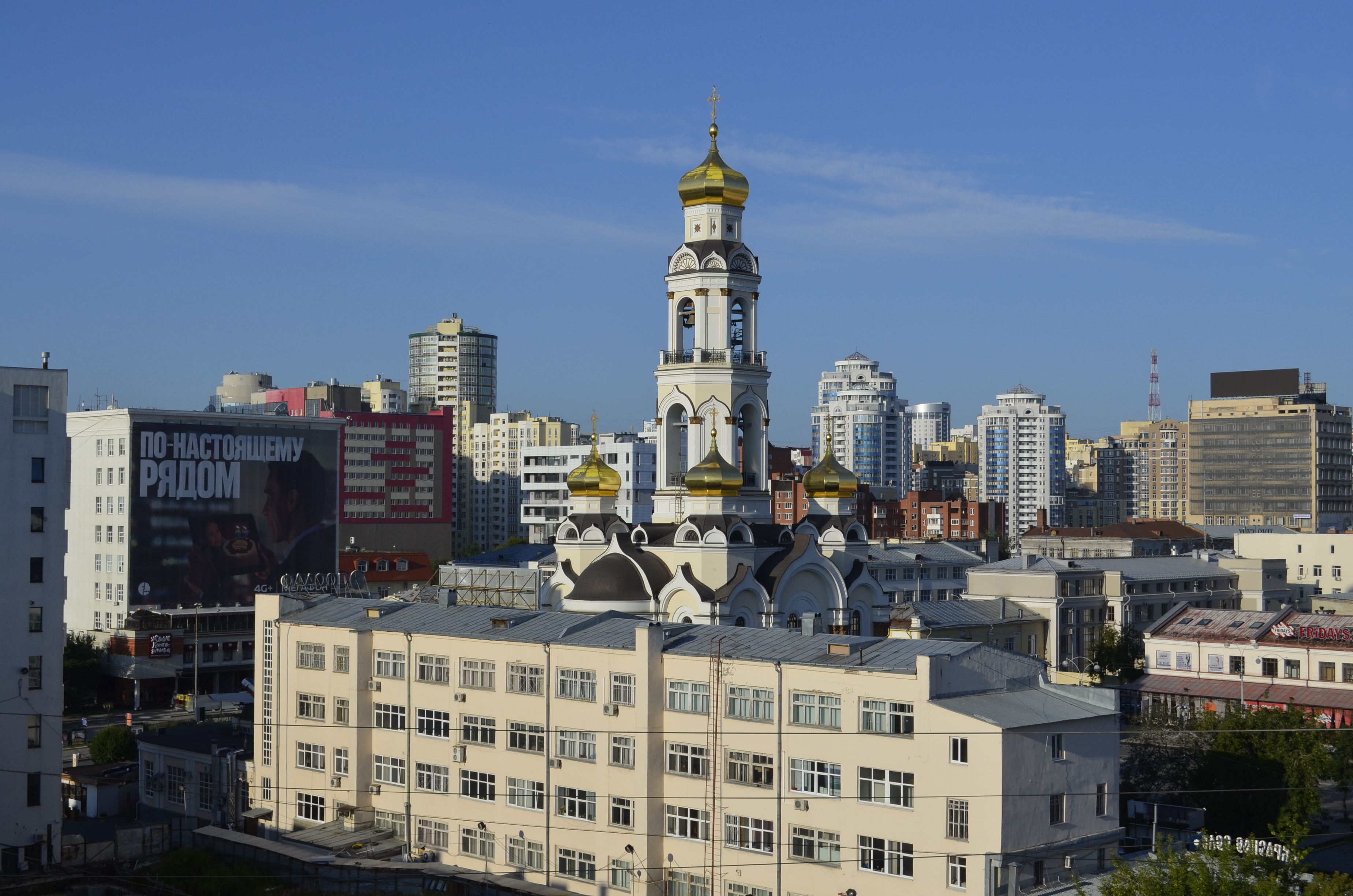